# 全天候型
全天候型（ぜんてんこうがた、英: All weather type）は、様々な気象条件下での使用に対応できるように、耐水性、耐熱性、耐衝撃性などを備えていたり、昼夜を問わずに使用できるといった性質を持つ製品や原材料の総称。

## 全天候型が存在する製品
全天候型（オールウェザータイプ）が存在する製品には、以下のようなものがある。
カメラ
水中撮影が可能な日本光学工業/ニコン製のカメラ「ニコノス」は「全天候カメラ」と呼ばれる（ニコンの全天候カメラ製品一覧参照）。また、一般のカメラで水中撮影するための防水ケースは「オールウェザーケース」とも呼ばれる。
テニスコート
テニスコートの一種である「砂入り人工芝コート」（オムニコート）を全天候コートと呼ぶことがある。
戦闘機
戦闘機の場合、気象条件的な意味ではない。高性能なレーダーを備えることにより夜間や雲の中といった、視界が利かない状況でも敵を発見し、撃破できる能力をもつ機種を「全天候戦闘機」と呼ぶ。夜間戦闘機から発展していった。
ドーム球場
雨天でも野球が行えるドーム球場は、「全天候型野球場」とも呼ばれる。
ノートパソコン
松下電器産業のノートパソコン「TOUGHBOOK」は工事現場などの屋外での使用を想定して設計されているため、全天候型とも呼ばれる。
馬場
陸上競技場
第一種・第二種公認競技場に認定されている陸上競技場では、トラックに「全天候舗装」が施されている。